# Ichneumon gibbosus
Ichneumon gibbosus là một loài tò vò trong họ Ichneumonidae.